# Museo Angelika Kauffmann

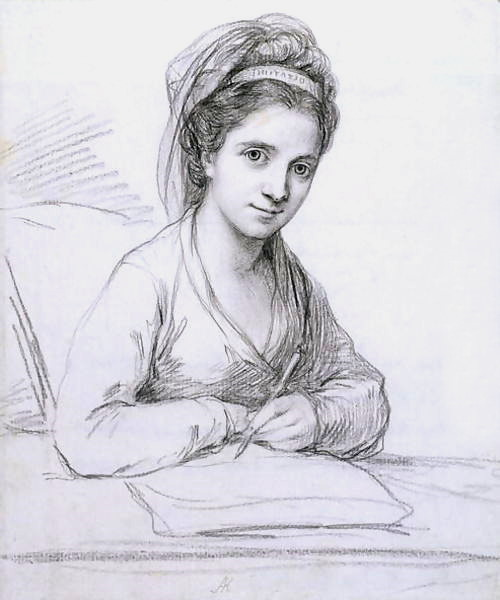
Angelica Kauffman (autorretrato, 1771)

El Museo Angelika Kauffmann es un museo en Schwarzenberg, Austria, dedicado a la vida y obra de la pintora suiza Angelica Kauffman. Se estableció en 2007 en una casa histórica de Bregenzerwald, para honrar a la que se considera «la gran hija de Schwarzenberg» Presenta exposiciones temáticas que cambian anualmente y un amplio programa de eventos.

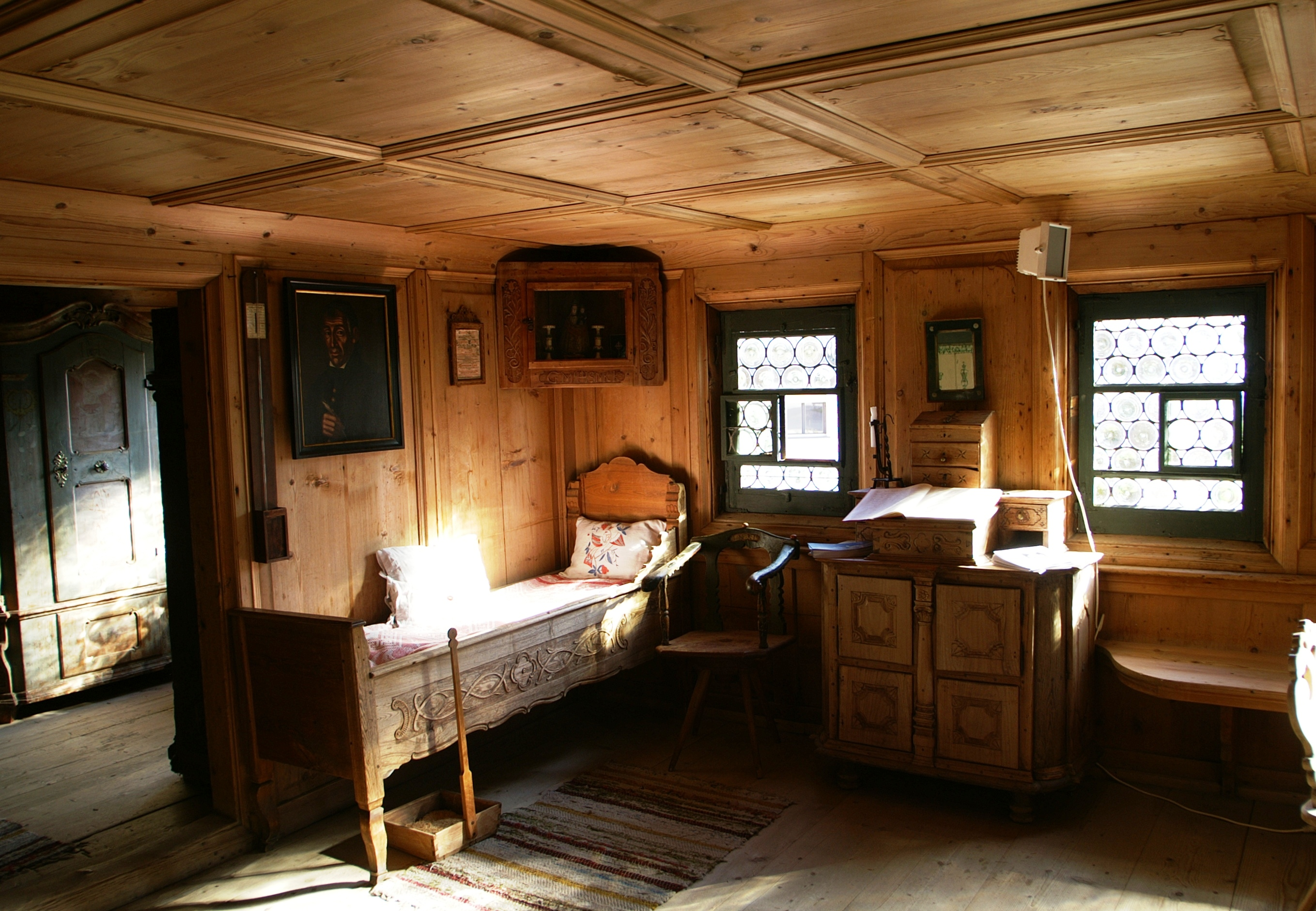
Dormitorio

## Antecedentes
Aunque nació en Coira, en Suiza, Angelica Kauffman estaba muy vinculada al pueblo natal de su padre, Schwarzenberg. Juntos, trabajaron para el obispo local, creando los frescos de los apóstoles y el retablo mayor de la iglesia de la localidad. Numerosas cartas y donaciones a la comunidad indican su conexión con Schwarzenberg durante toda la vida, incluso después de haberse mudado a Italia.

## El edificio
El museo está ubicado en la Kleberhaus, una antigua granja con el estilo tradicional de madera del pueblo, que data de 1556. La superficie de exhibición es de unos 220 metros cuadrados. La antigua ala agrícola de la casa se adaptó especialmente para el museo. Entre 2006 y 2007 el arquitecto Helmut Dietrich (Dietrich Untertrifaller Architekten), renovó el edificio resaltando elementos característicos de un estilo típico de Schwarzenberg, como las antiguas vigas y las paredes de troncos oscuros, pero dándole un toque limpio y moderno con la adición de elementos diferenciados.

## Exposiciones
En la exposición de 2019 Angelika Kauffmann - Tesoros desconocidos de las colecciones privadas de Vorarlberg, muchas de sus pinturas se mostraron al público por primera vez, ya que gran parte de su obra es propiedad de coleccionistas privados.

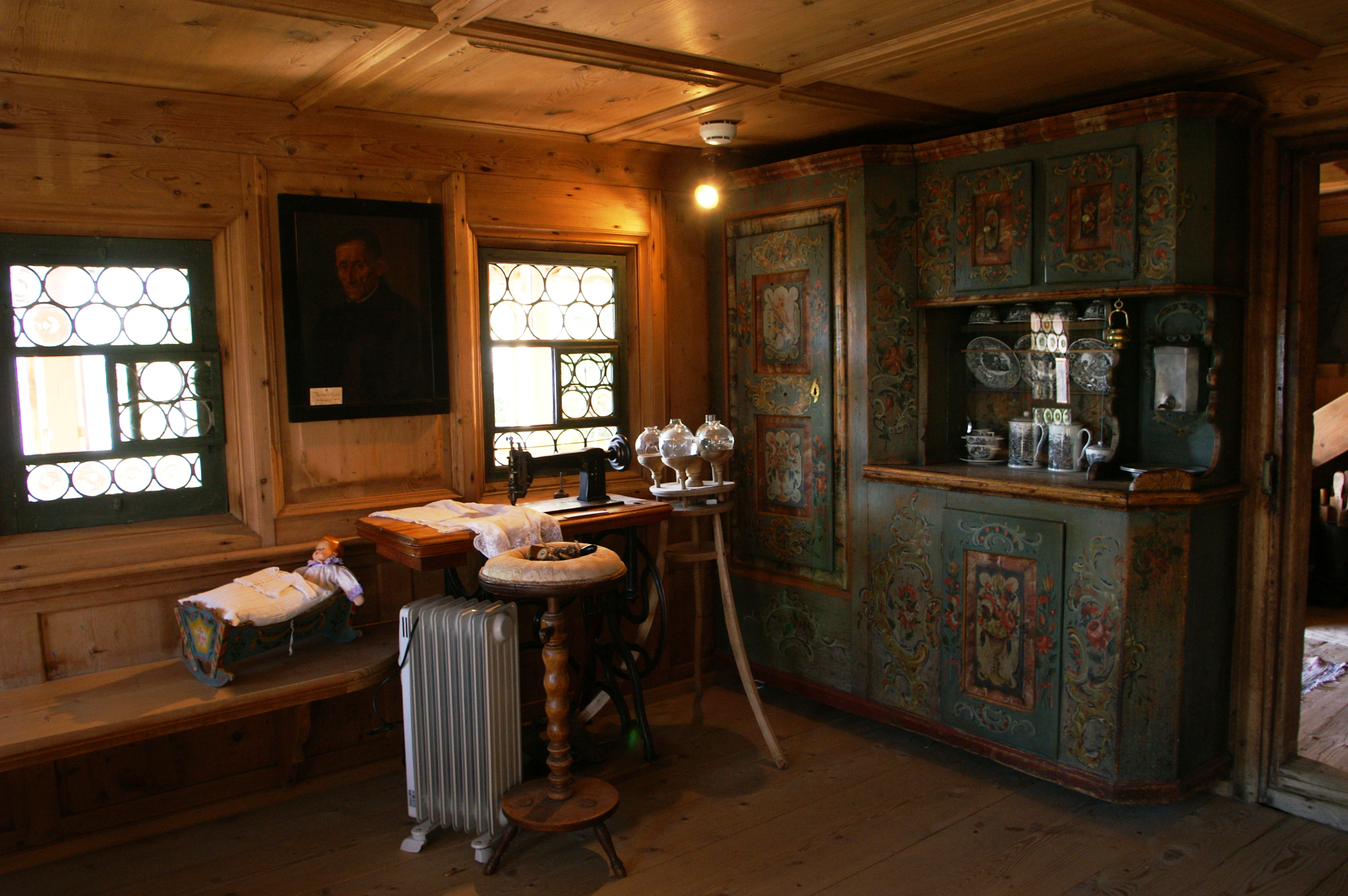
Interior

- 2015: Angelika Kauffmann. Residencia Roma[8]
- 2016: Ese soy yo. Retratos de niños de Angelika Kauffmann
- 2017: Me veo a mí mismo. Retratos de mujeres de Angelika Kauffmann
- 2018: Él es quién. Retratos de hombres de Angelika Kauffmann
- 2019: Angelika Kauffmann - Tesoros desconocidos de las colecciones privadas de Vorarlberg
- 2021: ¡A Italia! Angelika Kauffmann y el Grand Tour[7]

Los elementos de la colección permanente se encuentran digitalizados.

## Museo de historia local
Además del Museo Angelika Kauffmann, la Kleberhaus alberga desde 1928 el museo de historia local de Schwarzenberg (Heimatmuseum, fundado en 1913). En él se documenta la cultura doméstica y agrícola del siglo XVIII y principios del XIX.